# Gavialis
Gavialis – rodzaj krokodyli z rodziny gawialowatych (Gavialidae). Oprócz żyjącego współcześnie gawiala gangesowego do tego rodzaju zaliczono również kilka gatunków wymarłych – występujące na terenie Indii i Mjanmy Gavialis breviceps z wczesnego miocenu, G. curvirostris z wczesnego i późnego miocenu, G. pachyrhynchus z późnego miocenu, G. lewisi ze środkowego pliocenu, G. hysudricus z późnego pliocenu i G. leptodus z późnego plejstocenu, G. browni z wczesnego pliocenu Indii, G. colombianus z późnego oligocenu Kolumbii oraz nienazwany gatunek z późnego miocenu Iraku. Martin i współpracownicy (2012) wyróżniają jedynie trzy gatunki: G. gangeticus, G. lewisi i G. bengawanicus z wczesnego plejstocenu Tajlandii. Większość pozostałych gatunków wymaga rewizji taksonomicznej. G. lewisi może być najbliżej spokrewniony z G. bengawanicus, a G. gangeticus – stanowić grupę siostrzaną dla tego kladu. Do potwierdzenia tej hipotezy wymagane jest jednak dokładniejsze zbadanie G. lewisi.

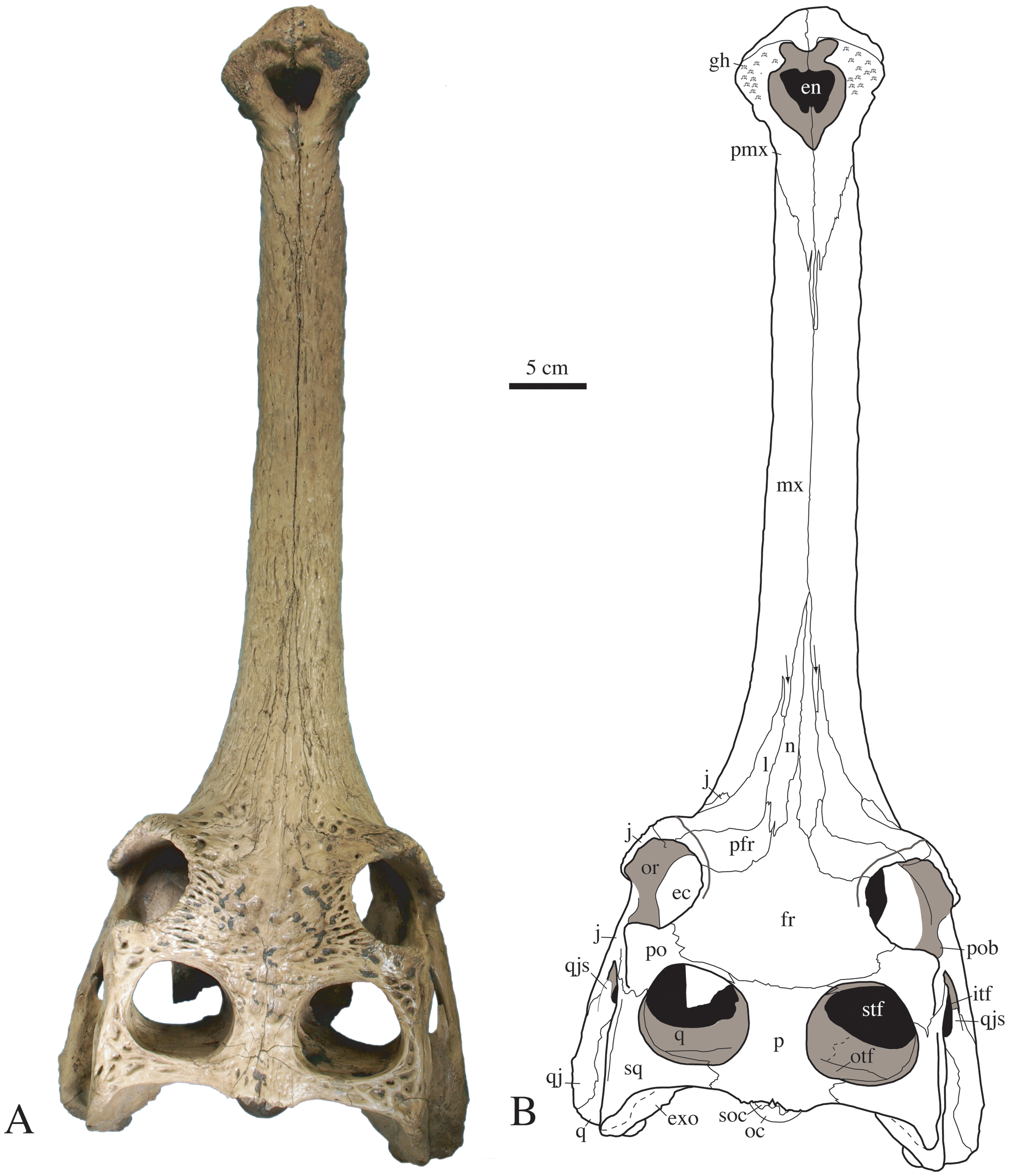
Czaszka Gavialis bengawanicus

Prawdopodobnie pierwsi przedstawiciele rodzaju wyewoluowali na terenach Indo-Pakistanu, skąd ich potomkowie rozpoczęli migrację w kierunku południowo-wschodnim. Dotarli do Tajlandii (szczątki G. bengawanicus są znane z prowincji Nakhon Ratchasima) i Jawy (także G. bengawanicus). Delfino i De Vos (2010) nie wykluczali dyspersji przez obszary morskie, jednak zdaniem Martina i współpracowników (2012) bardziej prawdopodobna jest migracja przez rzeczne drenaże.
Pozycja filogenetyczna Gavialis jest niejasna – analizy oparte na cechach morfologicznych sugerują, że linia ewolucyjna obejmująca rodzaj Gavialis oddzieliła się od krokodyli właściwych i aligatorów przed końcem mezozoiku i stanowi najbardziej bazalną grupę współczesnych krokodyli, podczas gdy analizy biochemiczne i molekularne wskazują, że gawial i krokodyl gawialowy tworzą klad bliżej spokrewniony z krokodylami właściwymi niż z aligatorami, a linie ewolucyjne Gavialis i Tomistoma rozdzieliły się nie wcześniej niż w miocenie lub pliocenie.